# Scott Mechlowicz
Scott David Mechlowicz (*17. leden 1981, New York, USA) je americký herec.

## Počátky
Rodák z New Yorku je synem Susan, lékařky, a Morrise Mechlowiczových. Jeho rodina má židovský původ, a když se narodil v New Yorku, byl vychován v městečku Plano v Texasu. Po ukončení studia v Austinu se odstěhoval do Los Angeles, kde vystudoval herecké programy s několika tituly.

## Kariéra
V roce 2003 si poprvé zahrál, a to v krátkém filmu Neverland. O rok později dostal první hlavní roli, a to ve filmu Eurotrip, který se z velké části natáčel v České republice. Ve stejném roce si zahrál v nezávislém filmu Zátoka ticha a také v jedné epizodě seriálu Dr. House.
V roce 2006 si poté zahrál ve filmu Pokojný bojovník a o rok později ve filmu Ztraceni v divočině. V současné době probíhá dokončování dalších filmů, ve kterých hraje, s názvy Roadkill a Undocumented.

## Ocenění

### Vítěz
- 2005, Independent Spirit Award (spoluvítězství) - nejlepší skupinový herecký výkon, za film Zátoka ticha

## Filmografie
- 2003 - Neverland
- 2004 - Zátoka ticha, Eurotrip, Dr. House (TV seriál)
- 2006 - Pokojný bojovník
- 2007 - Ztraceni v divočině
- 2010 - Waiting for Forever